# Australski svemirski istraživački institut
Australski svemirski istraživački institut ili ASRI (engl. Australian Space Research Institute) je osnovan početkom 1990-tih godina, kao neprofitna organizacija, vođena isključivo od strane dobrovoljaca. Većinu posla ASRI obavlja u suradnji s australskim sveučilištima i institutima tehnološke orijentacije, poput onih u Sydneyu, Melbourneu, Adelaidu i Brisbaneu (Queensland), pa to programu daje potrebnu dozu stručnosti i ozbiljnosti. Većina lansiranja obavlja se iz baze Woomera, u južnoj Australiji. Logističku potporu prilikom lansiranja i opskrbu raketnim motorima na kruto gorivo pruža australska vojska.

## Povijest
Australija je granična svemirska sila koja posjeduje nekoliko potencijalnih resursa, ali se čini vrlo neodlučnom da ih razvije. Član Commonwealtha, Australija je ugostila prve testove britanskih Blue Streak i Black Arrow raketa, prije nego što je 1961. Woomera odabrana kao lansirna baza za prvo zajedničko europsko lansirno vozilo Europa. Koristeći američko lansirno vozilo Redstone, Australija je bila treća zemlja u svijetu koja je lansirala satelit u svemir. Također, uz pomoć Parkes radio teleskopa u Novom Južnom Walesu, prenijela je 1969. prve korake Neila Armstronga na Mjesecu.
Kraj Europa programa i nedostatak nacionalne svemirske politike, rezultirao je napuštanjem svemirskih aktivnosti. Unatoč svojim zemljopisnim prednostima i smještaju u polupustinjskom području niske naseljenosti, lansirna baza Woomera nije reaktivirana od zadnjeg lansiranja 1971. Projekti za baze na drugim mjestima u Australiji nisu nikada zapravo materijalizirani, iako se čini da se šanse za to popravljaju, nakon usvajanja novih zakona 1998. Unatoč tome, svemir ostaje neaktivno područje nacionalne politike i interne rasprave se nastavljaju o potrebi kreiranja Nacionalne svemirske agencije, koja bi (kao i kod drugih zemalja) mogla koordinirati inicijative i ojačati istraživački potencijal i industrijski know-how. Jedan potencijalni razvojni čimbenik je australski otvoreni odnos prema partnerstvu, ne samo sa zapadnim zemljama, nego također s Rusijom i Japanom. Međutim, taj element nije jasna komponenta bilo kakve utvrđene federalne politike, pa je Australija zapravo dobar primjer kako je za jednu zemlju teško ugostiti svemirske aktivnosti kada za to ne postoji odgovarajuća vladina potpora.

### Osnivanje Australskog svemirskog istraživačkog instituta
U međuvremenu je jedan Australac, kao američki državljanin, u sklopu misije američkog Space Shuttlea, čak poletio u svemir, no bilo je to isključivo njegovom zaslugom. Unatoč neodlučnosti australske vlade, australski su studenti krajem 1980-tih godina započeli svoja vlastita istraživanja i razvoj sounding raketa. Tako je početkom 1990-tih godina osnovan Australski svemirski istraživački institut ili ASRI (engl. Australian Space Research Institute), kao neprofitna organizacija, vođena isključivo od strane dobrovoljaca. Većinu posla ASRI obavlja u suradnji s australskim sveučilištima i institutima tehnološke orijentacije, poput onih u Sydneyu, Melbourneu, Adelaidu i Brisbaneu (Queensland), pa to programu daje potrebnu dozu stručnosti i ozbiljnosti. Većina lansiranja obavlja se iz baze Woomera, u južnoj Australiji. Logističku potporu prilikom lansiranja i opskrbu raketnim motorima na kruto gorivo pruža australska vojska.
Glavna područja rada ASRI-a su razvoj i lansiranje:
- malih atmosferskih raketa na kruto gorivo,
- lansirnih vozila na tekuće gorivo,
- visokoatmosferskih balona,
- eksperimentalnih mikrosatelita.

ASRI razvija i lansira male atmosferske (sounding) rakete na kruto gorivo (Sighter i Zuni, dometa 6 km) radi pružanja mogućnosti obrazovnim institucijama (od osnovnih škola do sveučilišta), te poduzećima i individualcima, lansiranja malih eksperimentalnih tereta po vrlo niskoj cijeni. Od samih početaka ASRI razvija i svoje lansirno vozilo (AUSROC), pogonjeno tekućim gorivom. Prve rakete (AUSROC I i II) razvijene su još i prije samog osnivanja društva. Prva je bila pogonjena furfuryl alkoholom i dušičnom kiselinom (hipergolično paljenje) i dosegla visinu od 3 km. Druga je bila pogonjena tekućim kisikom i kerozinom i dosegla je visinu od 10 km. Program razvoja AUSROC III rakete jedan je od najambicioznijih obrazovnih i razvojnih projekata ovog tipa ikada poduzetih u povijesti Australije, pa čak i u svijetu. Radi se o suborbitalnoj raketi koja na visinu od 500 km može ponijeti koristan teret od 150 kg. Za razliku od većine današnjih sounding raketa, imat će mogućnost aktivnog upravljanja, što znači da će se putanja tijekom leta moći kontrolirati. Sjedinjavanjem četiriju lansirnih vozila Ausroc III (kao prvog stupnja), oko petog vozila kao drugog stupnja, na koji je dodan treći stupanj (pogonjen motorom na kruto raketno gorivo), nastat će lansirno vozilo AUSROC IV, koje će u zemljinu orbitu moći lansirati australske mikrosatelite.
ASRI je još od 1988. uključen u razvoj i testiranje malih satelita. Cilj projekta je pružiti članovima ASRI-a, studentima i profesionalcima iz aerospace industrije, aktivno znanje i iskustvo (praksu) u konstruiranju satelita. U tom smislu u konstrukciji satelita se pretežno koristi u svijetu već poznata tehnologija. Jedan od dosadašnjih projekata je 50 kg težak mikrosatelit Australis, a u suradnji s australskim sveučilištima i institutima ASRI trenutno razvija mikrosatelit JAESAT (engl. Joint Australian Engineering Satellite). Jedan od najambicioznijih budućih projekata, trenutno u fazi studije izvodivosti ALUMINATE (engl. Australian Lunar-Mars Investigation And Technical Evaluation), je projekt serije mogućih mikrosatelitskih misija na Mjesec i Mars.
U okviru AHAB (engl. Asri High Altitude Balloon) programa ASRI razvija visokoatmosferske balone i opremu koji će osim za istraživanje atmosfere, poslužiti i kao podloga za razvoj i testiranje pojedinih mikrosatelitskih komponenti i sistema, poput komunikacija, telemetrije, znanstvenih instrumenata, sistema prikupljanja, skladištenja i analize podataka, itd. Budući da u bazi Woomera već postoji meteorološka postaja s redovnim letovima balona i dijelom potrebne infrastrukture, to će najvjerojatnije postati i mjesto budućih lansiranja. Budući da je Woomera dosta udaljena od najbližeg velikog grada Adelaidea, razmatra se i alternativna, bliža lokacija.